# Curato
Curato ou curado era uma zona geográfica eclesiástica da Igreja Católica provida de um cura residente para cuidar das atividades religiosas sob a dependência de uma paróquia, mas com ampla autonomia. O curato normalmente era dotado de uma igreja menor ou de uma capela com um batistério.